# Cordillera Oriental (Argentina)
La Cordillera Oriental es una formación de dos cordones  (el occidental y el oriental), de formación paleozoica, posteriormente ascendida por el plegamiento andino, separados por quebradas y valles. Se extiende desde la región norte hasta el noroeste Argentino. El cordón occidental presenta mayores alturas y su cerro más alto es el nevado de Cachi, de 6400 [m s. n. m.]. El cordón oriental es de menor altura, con su cumbre máxima en el cerro Negro de Zucho, el que alcanza los 4800& Los valles intermedios se extienden al pie de los cordones, y fueron originados por hundimientos tectónicos.
Las quebradas ascienden desde el sureste al noroeste, poniendo así en comunicación los valles Calchaquíes con la Puna de Atacama, la quebrada de las Flechas y la quebrada de los ríos  Santa María- Guachipas.
También se encuentran varios amplios valles en zonas hundidas  rellenas con sedimentación, con clima subtropical, los cuales se realizan cultivos intensivos y se asientan importantes ciudades. Los más destacados son el Valle de Lerma en Salta, el de Jujuy, los Valles Calchaquíes o el del río Yocavil y Campo Santo.

## Hidrografía
La quebrada principal nace en Tres Cruces y se extiende por 180 km hasta las cercanías de León. Amplio valle tectónico recorrido por el río consecuente,  Río Grande,  perteneciente a la subcuenca del Bermejo, se caracteriza por la presencia de quebradas laterales que surcan el paisaje por el Oeste y se juntan en el valle central.

## Clima
Con clima tropical y temperaturas medias máximas de 20 °C y medias mínimas de 1º, frecuentes vientos que se orientan en el sentido de las quebradas, precipitaciones del orden de los 1000 a 2000 mm anuales.

## Bioma
La densa selva que cubre las sierras Subandinas ofrece árboles de madera valiosa para el aprovechamiento forestal. Es en esta área donde se explotan ricos yacimientos de petróleo y gas.
Pero estas actividades generan problemas ambientales. El desmonte de selvas y bosques degrada estos biomas y pone en peligro a distintas especies de plantas y animales. El monocultivo (cosecha reiterada de un mismo cultivo) provoca el agotamiento y la degradación de los suelos. 
Los biomas de la Cordillera Oriental, se encuentran en un estado de escasez.,